# Cascades Tin Mine
Les cascades Tin Mine són unes cascades situades a la remota àrea de Pilot Wilderness, dins del Parc Nacional de Kosciuszko, a la regió de les Muntanyes Snowy de Nova Gal·les del Sud, Austràlia.
Descrites de dalt a baix, les cascades consisteixen en petites caigudes d'aigua entre nivells no segmentats sobre la roca mare, seguits d'una sola gran caiguda cap a una piscina. L'aigua cau per un terreny tan accidentat que fa que sigui impossible de veure tota la cascada des d'un sol lloc des del terra.

## Localització i característiques
Les cascades es troben en un indret remot dins del Parc Nacional de Kosciuszko. El punt d'accés més proper és el Cascade Fire Trail, una ruta de senderisme que va cap al sud de la Alpine Way, a l'oest de Thredbo.
Es diu que l'altura de les cascades Tin Mine és de 360 m o 459 m, i segons una història sobre l'origen d'aquesta xifra: «les cascades van ser mesurades al 1990 per un Dr. John Pease ... utilitzant un plomall». Segons la base de dades mundial de cascades, Tin Mine Falls és la 462a cascada més alta del món, amb una altura total de 213 m.
Les dades oficials de Geoscience Australia mostren les caigudes d'aigua més significatives a Austràlia com:
- Cascades Wallaman - Queensland, 305m[8]
- Cascades Wollomombi - Nova Gal·les del Sud, 220 m amb una caiguda de 100 m d'altura.[8]
- Cascades Ellenborough - Nova Gal·les del Sud, 160 m en una sola caiguda.[8]

L'altura estimada de 160 a 180 m de les cascades Tin Mine correspon a la topografia, però contradiu a la llista de Geoscience Australia de les cascades més altes d'Austràlia (això fa que les cascades Tin Mine Falls siguin les terceres més altes del continent). Llevat que el límit superior de les cascades es fixi bé a la part anterior, per incloure una secció llarga de pendents poc profunds, la altura suposada de 360 a 459 m no es pot confirmar.